# Kiribatisch
Kiribati, Kiribatisch, Gilbertees of – voluit in het Kiribatisch zelf – Te taetae ni kiribati is een taal van de Austronesische taalfamilie, deel van de Oceanische tak en van de nucleaire Micronesische subtak. Het is een taal met de VOS-volgorde. "Kiribati" is de naam van de taal, "I-Kiribati" betekent "het volk van Kiribati" in het Kiribati.
Hoewel ongeveer 105.000 personen de taal spreken, leven slechts 98.000 mensen in Kiribati, ongeveer 97,2% van de hele bevolking. De andere sprekers wonen op Nui (Tuvalu), Rabi (Fiji) en andere eilanden waarnaar ze door de Engelsen zijn gebracht (zoals de Salomonseilanden en Vanuatu) of geëmigreerd (vooral Nieuw-Zeeland en Hawaï).
In tegenstelling tot veel talen in de Pacifische regio is het Kiribati verre van uitgestorven en zowat alle sprekers gebruiken de taal dagelijks. Slechts 30% van de sprekers zijn volledig tweetalig met het Engels als tweede taal, wat betekent dat het Kiribati daardoor nog niet direct zou worden opgeslokt.
Vissers, zeilers, boeren en mensen in de koprabranche vormen het grootste deel van de sprekers van het Kiribati.
Er bestaat een dialect Banabaans.
Het Kiribati wordt sinds 1840-50 geschreven met het Latijnse alfabet toen de missionaris Hiram Bingham jr. de Bijbel voor het eerst in het Kiribati wilde vertalen en er een schrift voor nodig had. Het grootste probleem in de vertaling vormden de woorden zoals "berg", een fenomeen dat de mensen van Kiribati enkel kenden uit mythen van Samoa. Bingham besliste "heuvelachtig" te gebruiken, wat de mensen beter zouden verstaan.
Katholieke missionarissen kwamen later (rond 1888) aan op de eilanden en vertaalden de Bijbel onafhankelijk van hem, waardoor er enkele verschillen ontstonden (Bingham schreef Jezus als "Iesu", terwijl de katholieken "Ietu" schreven). Deze verschillen zijn slechts weggewerkt in de 20e eeuw (de s werd uit het alfabet gehaald). Het beste woordenboek van Kiribati werd in 1945 door de priester Ernest Sabatier gepubliceerd: Dictionnaire Gilbertin-Français, 900 blz. (gepubliceerd door de Zuid-Pacifische Commissie in 1971).

## Nuttige zinnen
- Hallo - Mauri
- Hallo - [enkelvoud] Ko na mauri
- Hallo - [meervoud] Kam na mauri
- Hoe gaat het met je? - Ko uara?
- Hoe gaat het met jullie? - Kam uara?
- Dank je. - Ko rabwa
- Tot ziens - Ti a bo (we zullen zien)